# Afrotis
Genre
Afrotis est un genre d'oiseaux de la famille des Otididae.

## Liste des espèces
Selon la classification de référence du Congrès ornithologique international (version 7.1, 2017) :
- Afrotis afra (Linnaeus, 1758) – Outarde korhaan
- Afrotis afraoides (A. Smith, 1831) – Outarde à miroir blanc